# Dschazīl al-mawāhib fī ichtilāf al-madhāhib
Dschazīl al-mawāhib fī ichtilāf al-madhāhib (arabisch جزيل المواهب في اختلاف المذاهب, DMG Ǧazīl al-mawāhib fī iḫtilāf al-maḏāhib ‚Reichliche Gaben beim Dissens der Rechtsschulen‘) ist eine Abhandlung von Dschalāl ad-Dīn as-Suyūtī (1445–1505), deren Gegenstand der Rechtspluralismus ist. In diesem Buch wird die Anerkennung und Gleichstellung der vier sunnitischen Rechtsschulen hervorgehoben, auf deren Grundlage es erlaubt ist, einer dieser Rechtsschulen zu folgen und von einer dieser Schulen zu einer anderen zu wechseln. Hierbei wird die Meinungsverschiedenheit der Rechtsschulen als Gottes Gnade für die muslimische Gemeinschaft betrachtet und in ihr etwas Gutes gesehen.

## Textzeugen
Dieses Buch wurde durch viele Handschriften überliefert, die in verschiedenen Bibliotheken weltweit, wie in der Staatsbibliothek zu Berlin (Nr. 2809), Leiden (Nr. 2409/35) und in der Forschungsbibliothek Gotha (Nr. 66/8) verbreitet sind. Ebenso befinden sich weitere Manuskripte in Escorial, Sulaimānīya in Istanbul (Nr. 1030) sowie in Hyderabad, Medina und vier Handschriften in der Ägyptischen Nationalbibliothek. Dennoch wird dieses Buch nur selten ediert. So gibt es eine Ausgabe von Dār al-Iʿṭiṣām, Edition von ʿAbd al-Qaiyūm ibn Muhammad Schafīʿ al-Bustuwī, die im Jahre 1989 in Kairo veröffentlicht wurde, und erst vor kurzem im Jahre 2021 wurde dieses Buch von Dāʾirat asch-schuʾūn al-islamīya aw-l-ʿamal al-chairī in Dubai, ediert von ʿAbd al-Hakīm al-Anīs herausgegeben.

## Aufbau und Inhalt
Das Buch besteht aus vier Kapiteln außer der Einleitung. Das Incipit lautet: al-Ḥamdu li-Llāhi wa-salāmun ʿalā ʿibādi-hī allaḏīna ṣṭafā.

### Einleitung
In seiner Einleitung präsentiert as-Suyūtī einige Überlieferungen, welche die Meinungsverschiedenheiten unter den Prophetengefährten positiv bewerten und diese daher als Gnade Gottes bezeichnen. Trotz dieses Dissenses seien alle Ansichten der Prophetengefährten und später jene der Mudschtahids (zur eigenständigen Rechtsfindung fähigen Gelehrten) richtig. Somit habe man die Wahl, sich irgendeiner dieser Ansichten anzuschließen.

### Kapitel 1
In diesem Kapitel hebt as-Suyūtī hervor, dass die Uneinigkeit der muslimischen Rechtsschulen eine Art Gottes Gnade ist und somit als etwas Gutes zu sehen ist. In diesem Zusammenhang widerlegt er zum einen die Auffassung derjenige, die die Verschiedenheit der madhāhib (Rechtsschulen) ablehnen, da ihnen zufolge der Prophet Mohammed eine einzige Scharia bzw. Normenordnung vermittelt hatte. Zum anderen kritisiert er die fanatische Haltung einiger Anhänger einer bestimmten Schule gegenüber den anderen Schulen. as-Suyūtī rechtfertigt seine Auffassung damit, dass die Prophetengefährten, als beste Generation der muslimischen Umma, zu vielen Fragen unterschiedliche Ansichten vertraten, ohne miteinander zu streiten oder die gegenseitigen Ansichten abzuwerten. Zudem liefert er einen Hadith, der dem Sinn nach, den Dissens unter Muslimen von jenem der früheren Religionsanhängern unterscheidet. Während der Dissens ein Grund für die Schwächung bzw. den Zerfall der Gemeinden früherer Religionen gewesen sei, sei dieser für Muslime als Gottes Gnade zu interpretieren. Hierbei argumentiert er damit, dass die früheren Religionen zu jeder Frage einen einzigen Standpunkt vertraten, der nicht angefochten werden durfte. Demgegenüber gewährt die muslimische Gemeinschaft in vielen Fällen die Wahl zwischen mehreren Optionen und werde somit weniger in Bedrängnis gebracht. Das zeige sich auch in der Meinungsverschiedenheit der madhāhib, welche mit einzelnen früheren Religionen vergleichbar seien (fa-kānat al-maḏāhib ʿalā iḫtilāfihā ka-šarāʾiʿ mutaʿaddida). So mutet es an, dass der Islam in sich verschiedene Religionen vereint, aus denen man frei wählen kann.

### Kapitel 2
Im zweiten Kapitel bringt er praxisbezogene Argumente für die Zulässigkeit einer Meinungsverschiedenheit vor. Auf diesen basierend kommt er zu der Überzeugung, dass die verschiedenen Meinungen der Rechtsschulen allesamt richtig seien und dass diese Diversität mit den verschiedenen (anerkannten) Lesearten des Korans verglichen werden können. Somit geht es in diesem Fall darum, zu unterscheiden, welche Meinung gut oder besser ist und nicht darum, ob eine Ansicht richtig oder falsch sei.

### Kapitel 3
Anschließend wird die Rede auf die Frage gelenkt, ob im Falle eines Dissenses die verschiedenen Mudschtahids im Recht sind oder ob nur ein Mudschtahid recht hat. Basierend auf der obigen Darstellung erklärt as-Suyūtī, dass er sich bei dieser Frage der Ansicht kull mudschtahid muṣīb anschließt. Dementsprechend vertritt er den Standpunkt, dass jeder Mudschtahid recht habe und die Bestimmung Gottes, die jeder Mudschtahid zu erlangen suche, darin bestehe, was einem jeden mudschtahid am wahrscheinlichsten erscheint. Zu den Anhänger dieser Ansicht gehören die Hanafiten Abū Yūsuf (gest. 798) und Muhammad asch-Schaibānī (gest. 805) sowie die Schāfiʿiten al-Ghazālī (gest. 1111) und Ibn Suraidsch (gest. 918). Außerdem deutete as-Suyūtī die prophetische Aussage um, welche sich die Gegner seiner Ansicht zu Nutzen machen. Letztere vertreten die Meinung, dass Gott zu jeder Frage bereits eine Bestimmung vorgibt, welche die einzig richtige sei und ein mudschtahid somit diese entweder treffe oder verfehle. Die Überlieferung lautet: „Wenn der Richter seine Entscheidung mittels des Idschtihād fällt und dabei das richtige Recht trifft, so steht ihm doppelter Lohn zu, und wenn er sich irrt, so hat er den einfachen Lohn“. Für as-Suyūtī geht es hier nicht um eine „falsche“ oder „richtige“ Entscheidung, sondern lediglich um deren Qualität. Demgemäß seien beide richtig.

### Kapitel 4
Im letzten Kapitel erörtert er die Frage, ob man seine Rechtsschule wechseln darf. In diesem Fall hält er eine solche Entscheidung für zulässig und präsentiert drei Motivationen für einen Schulwechsel, die an drei verschiedene Personengruppen gebunden sind:
- Diejenigen, die ihr Madhhab aus weltlichen Gründen, etwa wegen eines angestrebten Postens, wechseln. Innerhalb dieser Gruppe unterscheidet as-Suyūtī zwei Subtypen:

1. Eine Person, die über keine juristischen Kenntnisse verfügt und deren Zugehörigkeit zu einem bestimmten madhhab daher rein nominell ist. Laut as-Suyūtī, ist dies der Fall bei der Mehrheit der Laien. Ein Wechsel der Rechtsschulen könne in diesem Fall nicht verboten werden, da ein Laien sich nicht näher mit einem Madhhab befasst habe und deshalb als jemand betrachtet werde, der sich zum ersten Mal einem madhhab anschließe.
2. Ein Rechtsgelehrter (faqīh), der seine Rechtsschule aus weltlichen Gründen wechselt. Einen derartig motivierten Wechsel untersagt as-Suyūtī und spricht deutlich von einem Verbot, da ein faqīh in diesem Fall mit der Religion spiele.

- Der zweite Beweggrund ist das Erreichen eines religiösen Ziels. Dabei unterscheidet as-Suyūtī zwischen zwei Fällen:

1. Ein Rechtsgelehrter hält, nachdem er verschiedene Rechtsansichten abgewogen hat, eine andere Rechtsschule als seine eigene, aufgrund der Klarheit ihrer rechtlichen Beweise, für überzeugender. In diesem Fall gibt es zwei verschiedene Meinungen entsprechend welcher sich dieser faqīh entweder der rechtlich überzeugenderen Schule anschließen muss oder es ihm offensteht, seine Schule zu wechseln.
2. Derjenige, der über keine juristischen Kenntnisse verfügt, obwohl er sich dem Studium eines madhhab widmete, doch dabei Verständnisschwierigkeiten hatte. Wenn diese Person eine andere Rechtsschule für leichter verständlich hält, muss sie zu diesem Madhhab überwechseln, denn, as-Suyūtī zufolge, ist es besser, einen der vier Madhāhib zu studieren, als unwissend zu bleiben.

- Diejenigen, die ihre Rechtsschule „willkürlich“ weder aus weltlichen noch religiösen Gründen wechseln wollen. In diesem Fall gesteht as-Suyūtī einem Laien einen solchen Wechsel zu, während er es einem faqīh verbietet und es als etwas Verwerfliches betrachtet.

Infolge seiner Differenzierung kritisiert er diejenigen, die es prinzipiell verbieten zu einem anderen madhhab zu wechseln bzw. es lediglich erlauben, wenn es um einen Wechsel zu ihrer eigenen Schule geht. Für ihn sind die vier sunnitischen Rechtsschulen zwar gleichwertig, doch empfiehlt er im Falle eines Tardschīh, also einer Abwägung der verschiedenen Ansichten, seiner eigenen schāfiʿitischen Rechtsschule zu folgen. Der wesentliche Grund für diese Bevorzugung liegt laut as-Suyūtī darin, dass die schāfiʿitische Rechtsschule im Vergleich mit anderen Schulen die größte Übereinstimmung mit den Hadithen habe. So bevorzuge die schāfiʿitische Schule in der Regel zunächst auf die Hadithe zu rekurrieren, bevor eine eigenständige Urteilsbildung durchgeführt wird. Darüber hinaus zitiert er Aussagen von einigen schāfiʿitischen Gelehrten, welche die Vorzüge bzw. die Überlegenheitsbeweise der schāfiʿitischen Schule untermauern sollen. Dazu gehört zum Beispiel asch-Schāfiʿī, der als einziger unter den Rechtsschulbegründern aus Quraisch stammt. Überdies heben seine Anhänger die herausragenden Kenntnisse asch-Schāfiʿīs in den Usūl al-fiqh sowie die Einführung und Systematisierung der Rechtstheorie in seinem Werk ar-Risāla hervor. Aus diesem Grund sei seine Methodologie der Normenfindung die zutreffendste. Ferner sei die hohe Umsichtigkeit der schāfiʿitischen Schule verglichen mit anderen ein weiterer Grund für ihre Überlegenheit.
Zum Schluss erwähnt as-Suyūtī einige Fälle, in denen gewisse Gelehrte ihre Rechtsschule gewechselt haben. So wechselte etwa der bekannte Mālikit Ibn ʿAbd al-Ḥakam (gest. 871) vorübergehend zur schafiʿītischen Rechtsschule, als asch-Schāfiʿī nach Ägypten kam. Nach dem Tode asch-Schāfiʿīs wurde er wieder Mālikit. Ein weiteres Beispiel ist der berühmte Hanafit at-Tahāwī (gest. 933), welcher zunächst Schāfiʿīt war. Ebenso wechselten al-Chatīb al-Baghdādī (gest. 1071) und Dīn al-Āmidī (gest. 1233) vom hanbalitischen zum schafiʿītischen Madhhab, sowie Ibn Daqīq al-ʿĪd (gest.1302) vom mālikitischen zum schafiʿītischen.

## Rezeption
Obwohl Dschazīl al-mawāhib nicht so berühmt wie andere Werke von as-Suyūtī oder wie andere Schriften zum gleichen Thema, wie zum Beispiel al-Mīzān al-kubrā von ʿAbd al-Wahhāb asch-Schaʿarānī (gest. 1565) oder Raḥmat al-umma fī iḫtilāf al-aʾimma von ʿAbd ar-Rahmān ad-Dimaschqī (gest. 1370) ist, hat es spätere Abhandlungen zu diesem Thema beeinflusst. Dies zeigt sich deutlich in asch-Schaʿarānīs al-Mīzān al-kubrā, in dem viele Teile von Dschazīl al-mawāhib sogar wortwörtlich zitiert wurden und insgesamt von seinen Ideen geprägt sind. Ebenso hat der Historiker Muhammad ibn Yūsuf as-Sālihī (gest. 942 H.) einen großen Teil dieses Buches in seinem Werk „ʿUqūd al-ǧumān fī manāqib al-imām al-aʿẓam Abī Ḥanīfa an-Nuʿmān“ zitiert und die Bedeutsamkeit dieses Werks betont. Längere Zitate aus Dschazīl al-mawāhib liefert auch der hanfitische Gelehrte Ibn ʿĀbidīn (gest. 1836) in seinem Werk al-ʿUqūd al-luʾluʾīya fī tanqīḥ al-fatāwā al-Ḥāmidīya.